# Утверждение русского владычества на Кавказе
«Утвержде́ние ру́сского влады́чества на Кавка́зе» (рус. дореф. Утвержденіе русскаго владычества на Кавказѣ) — многотомный исторический труд, посвящённый войнам, которые Россия вела на Кавказе и в Закавказье, развитию там гражданского управления и общественной деятельности кавказских народов, вошедших в состав Российской империи. Труд остался незавершённым. Изданные первые 4 тома охватывают период с 1801 по 1829 годы.

## История
«Утверждение русского владычества на Кавказе» было издано к столетию присоединения в 1801 году Грузии (Картли-Кахетинского царства) к Российской империи. Тематически является продолжением «Исторического очерка кавказских войн от их начала до присоединения Грузии», изданного в 1899 году в честь столетия вхождения русских войск в Тифлис 26 ноября 1799 года. Представляет из себя сборник последовательно составленных в хронологическом порядке статей, освещающих историю Русско-турецких, Русско-персидских и горской войн, а также развитие гражданского управления на Кавказе в период с 1801 по 1829 годы.
Идея по созданию данного труда возникла в 1899 году офицерами Военно-исторического отдела штаба Кавказского военного округа. Программа по составлению и выпуску его была одобрена военным министром генералом от инфантерии А. Н. Куропаткиным, с позволения которого Военным советом были выделены средства на осуществление данного проекта.
Составление «Утверждения русского владычества на Кавказе» происходило под руководством начальника штаба Кавказского военного округа генерал-лейтенанта Н. Н. Белявского. Составление статей сборника было поручено специалистам в области кавказских войн, гражданского управления и различных отраслей общественной деятельности. Сопоставление между собой статей, необходимые дополнения и общая редакционная работа была взята на себя начальником Военно-исторического отдела генерал-майором В. А. Потто, при значительном содействии Е. Г. Вейденбаума, В. Н. Иваненко, Н. Г. Мокиевского-Зубка, В. И. Томкеева и Н. С. Аносова.
Источниками для составления сборника главным образом служили «Акты, собранные Кавказской археографической комиссией», Военно-учёный архив Окружного штаба, Канцелярия главноначальствующего гражданской частью на Кавказе и прочие материалы и документы, находившиеся в Тифлисе и в архивах других городов на Кавказе.
С 1901 по 1908 годы последовательно в хронологическом порядке, относительно описываемых событий, были выпущены 4 тома (3-й и 4-й тома состояли из 2-х частей каждый, вышедшие отдельными книгами). Печатались по распоряжению командующего войсками Кавказского военного округа генерал-адъютанта князя Г. С. Голицына. Программа по составлению исторического труда, однако, не была доведена до конца, и остановилась на 4-м томе.
В первый год издания (1901) также был издан 12-й том, последовательно не связанный с первыми 4 томами, и представлявший из себя отдельный исторический очерк, посвящённый гражданскому управлению в Закавказье, охватывающий период от присоединения Грузии к России до наместничества Великого князя Михаила Николаевича.

## Список авторов-составителей
| том 1 - Е. Г. Вейденбаум - В. А. Потто - Н. С. Аносов - В. И. Томкеев | том 2 - Н. С. Аносов | том 3, часть 1 - В. А. Потто - Н. С. Аносов - В. И. Томкеев том 3, часть 2 - В. А. Потто - Н. С. Аносов - В. И. Томкеев | том 4, часть 1 - В. А. Потто - П. И. Аверьянов - В. И. Томкеев том 4, часть 2 - Б. П. Веселовзоров - В. А. Потто | том 12 - В. Н. Иваненко |

## Перечень томов
Труд состоит из 7 книг.
| Том     | Заглавие | Год  | Издательство                                                        | Стр. |
| ------- | --- | ---- | ------------------------------------------------------------------- | ---- |
| 1       | Время Кнорринга, Цицианова и Гудовича. 1801—1809 гг.                                                            | 1901 | Тип. Я. И. Либермана                                                | 319  |
| 2       | Время Тормасова, Паулуччи и Ртищева. 1809—1817 годы                                                             | 1902 | Тип. Штаба Кавказского военного округа                              | 543  |
| 3, ч. 1 | Время Алексея Петровича Ермолова. 1816―1826 годы                                                                | 1904 | Тип. Штаба Кавказского военного округа                              | 545  |
| 3, ч. 2 | Время Алексея Петровича Ермолова 1816―1826 годы                                                                 | 1904 | Тип. Штаба Кавказского военного округа                              | 608  |
| 4, ч. 1 | Время Ермолова и Паскевича. Персидская война 1826—1828 годы                                                     | 1906 | Тип. Штаба Кавказского военного округа                              | 330  |
| 4, ч. 2 | Время Паскевича. Турецкая война 1828—1829 годы                                                                  | 1908 | Тип. Штаба Кавказского военного округа                              | 471  |
| 12      | Гражданское управление Закавказьем от присоединения Грузии до наместничества Великого князя Михаила Николаевича | 1901 | Тип. Канцелярии Главноначальствующего гражданской частью на Кавказе | 524  |

## Топографические карты в издании

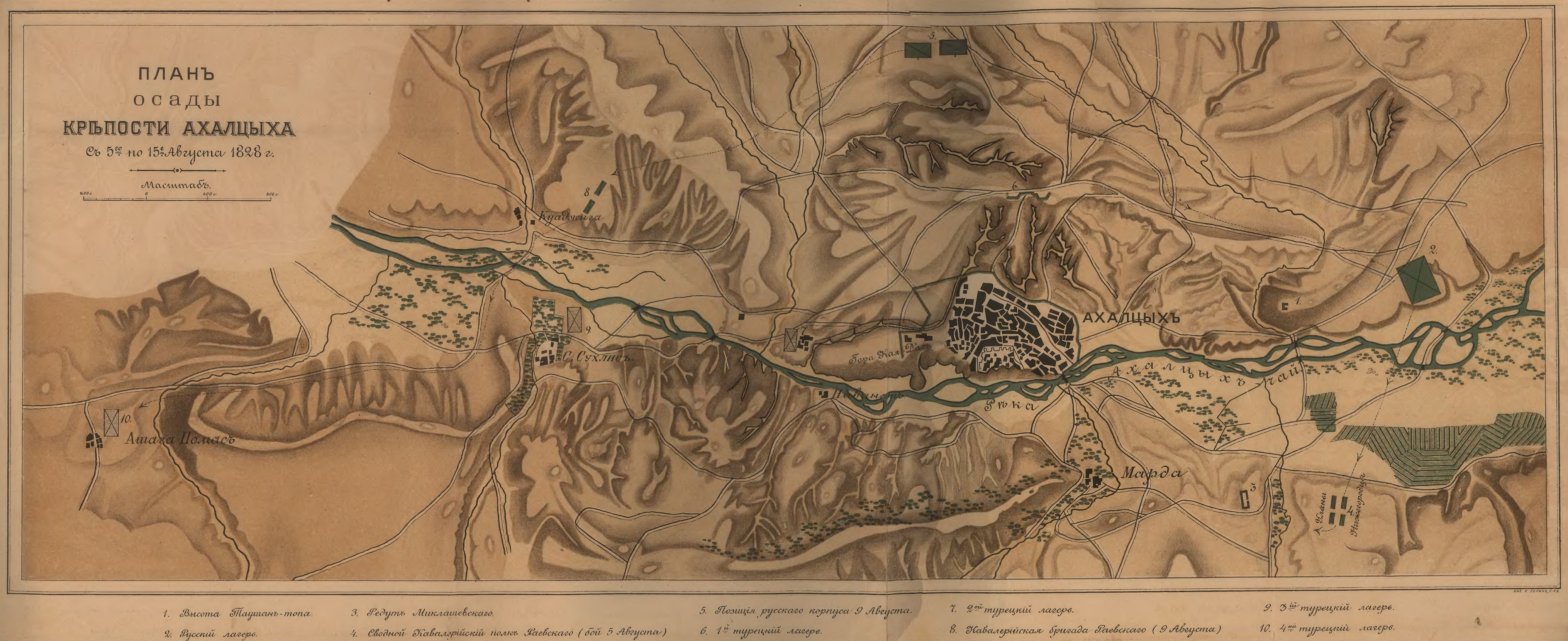
План осады крепости Ахалцыха с 5 по 15 августа 1828 г. (т. 1)
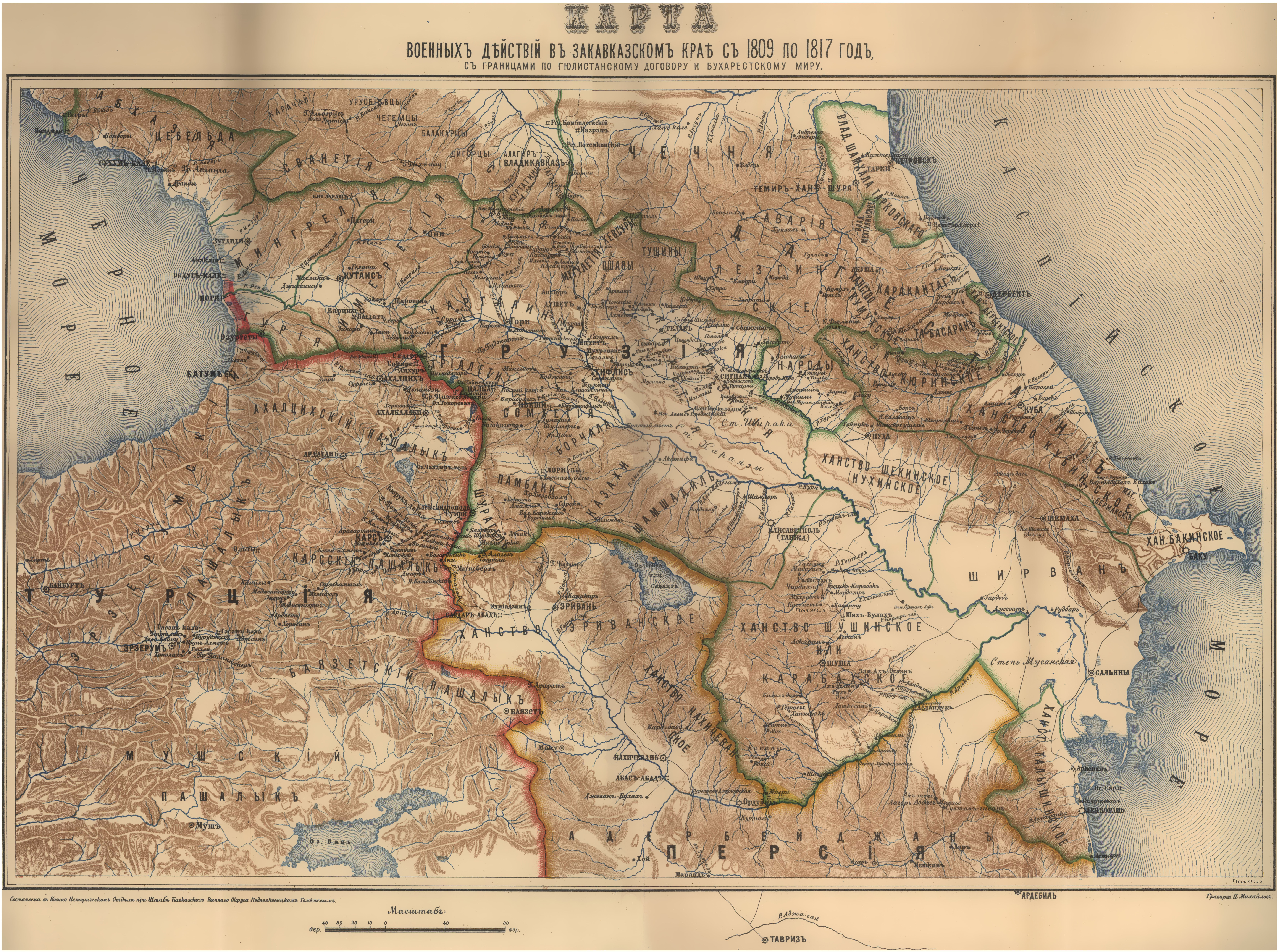
Карта военных действий в Закавказском крае с 1809 по 1817 год, с границами по Гюлистанскому договору и Бухарестскому миру (т. 2)
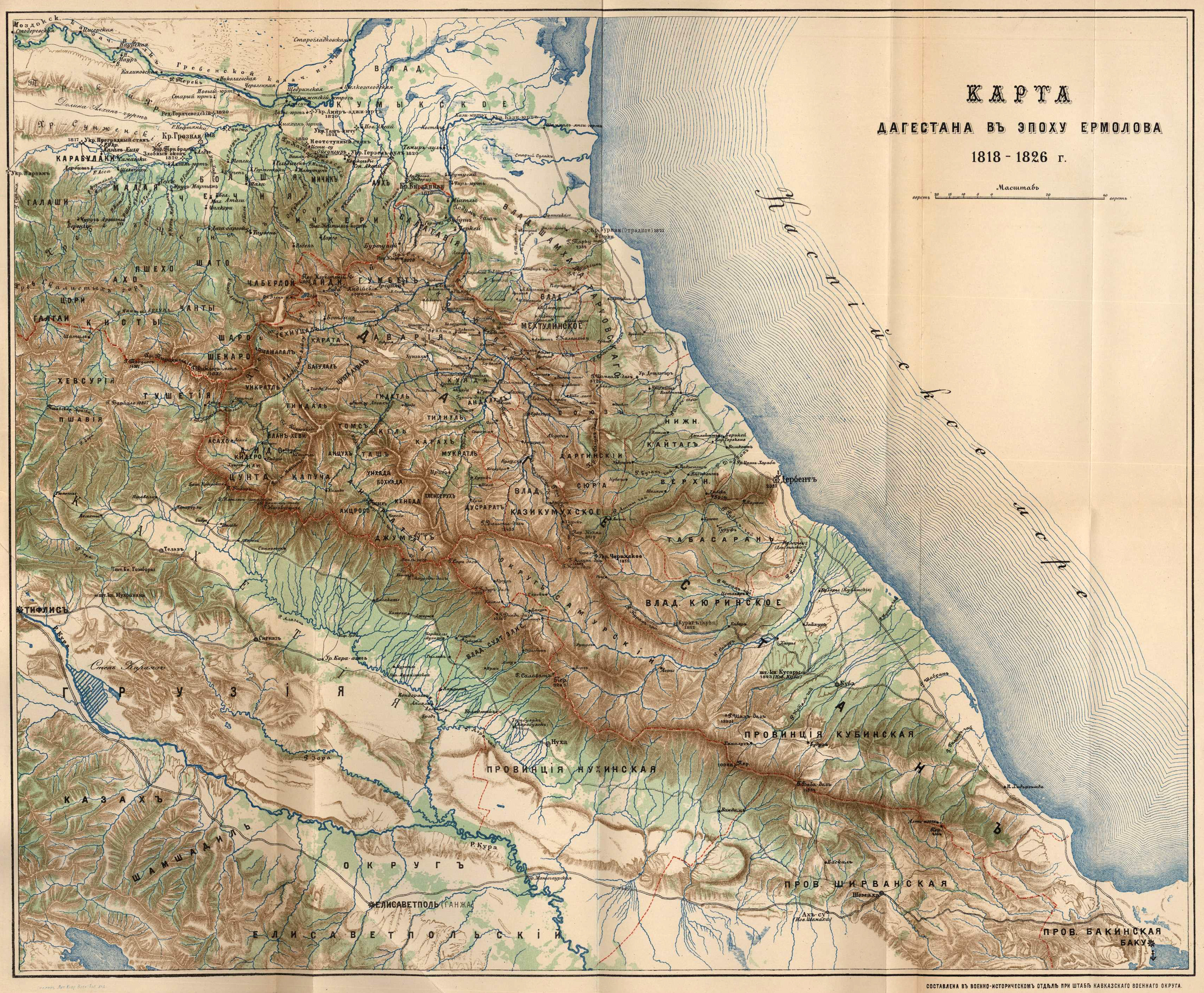
Карта Дагестана в эпоху Ермолова 1818―1826 гг. (т. 3, ч. 1)
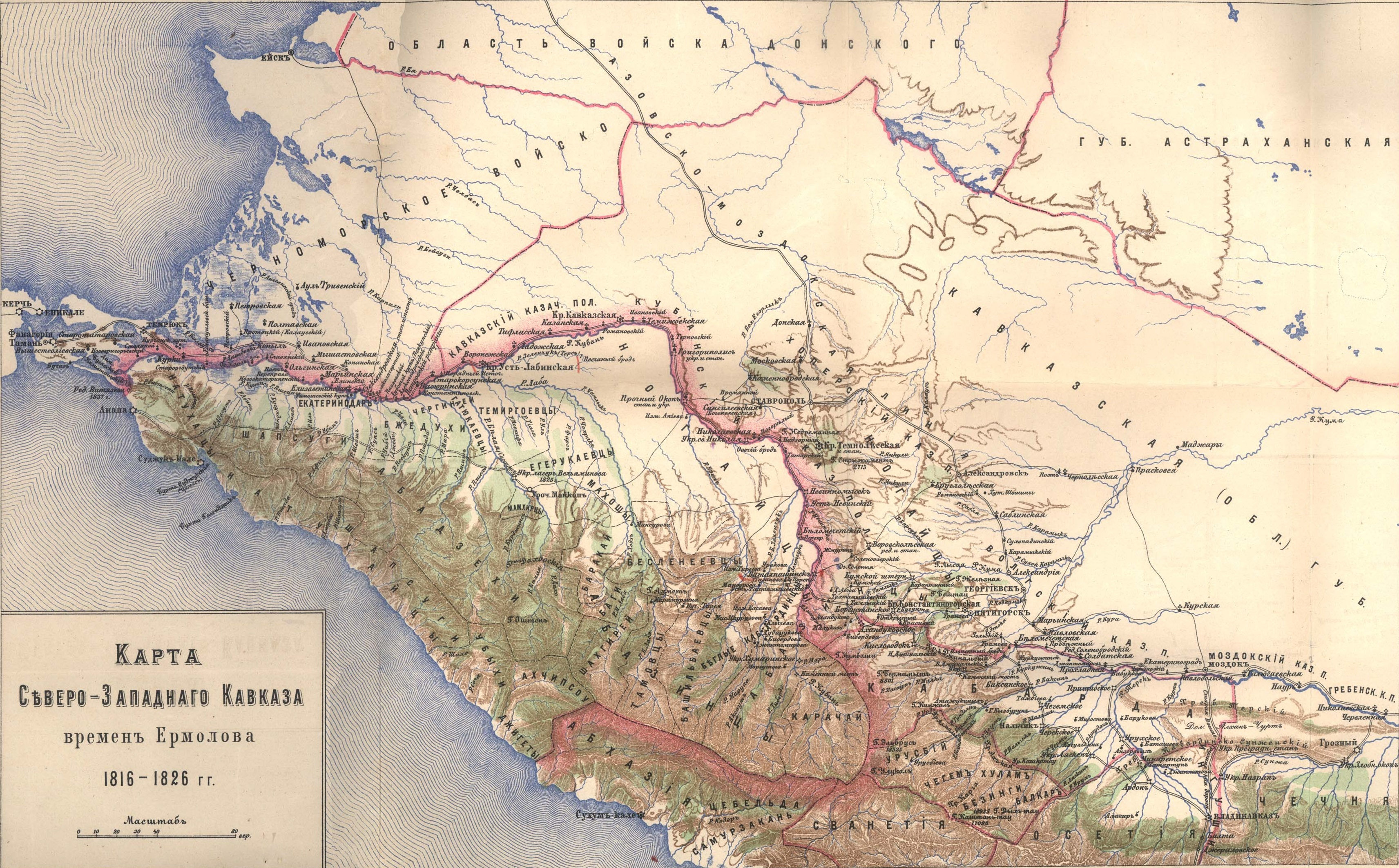
Карта Северо-западного Кавказа времён Ермолова 1816―1826 гг. (т. 3, ч. 2)
Карта театра войны с Персией 1826―1828 гг. (т. 4, ч. 1)
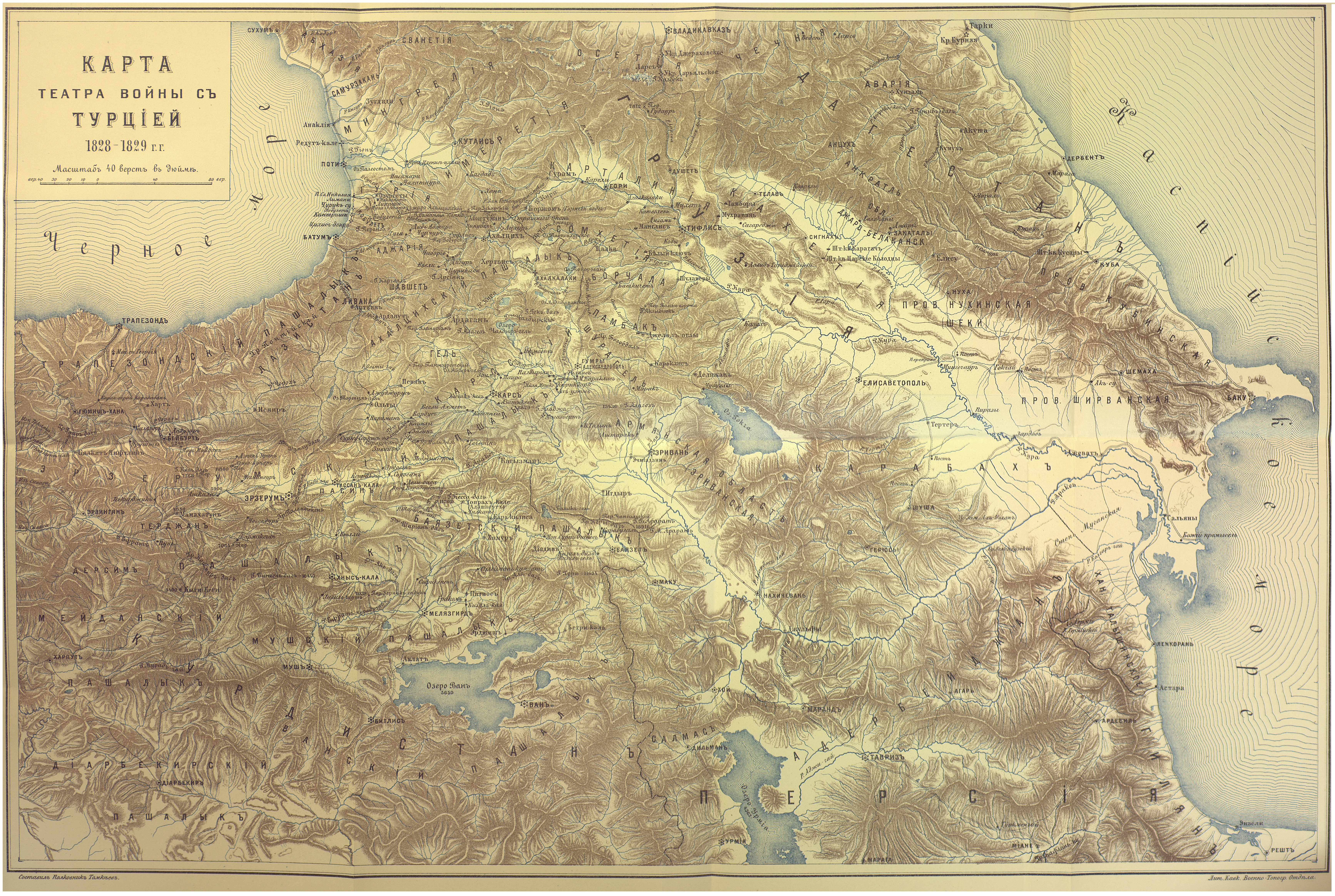
Карта театра войны с Турцией 1828―1829 гг. (т. 4, ч. 2)